# Babe, le cochon dans la ville
Série
Babe, le cochon devenu berger
(1995)
Pour plus de détails, voir Fiche technique et Distribution.
Babe, le cochon dans la ville ou Babe - un cochon dans la ville au Québec (Babe: Pig in the City) est un film australo-américain réalisé par George Miller et sorti en 1998. Il fait suite à Babe, le cochon devenu berger (1995) de Chris Noonan.
Bien que le film obtient des critiques positives, il n’obtient pas un succès commercial.

## Synopsis
Et voici que Babe, l'unique représentant de la race porcine à savoir conduire un troupeau de moutons, précipite par maladresse le brave M. Hoggett au fond du puits. Le malheureux est désormais immobilisé et Mme Hoggett se dépense sans compter pour soigner son époux et assurer la marche de la maison. Malgré ses soins, la ferme périclite et la banque la menace d'une saisie. La paysanne décide alors d'engager Babe dans une nouvelle compétition qui leur rapportera l'argent indispensable. Rassemblant tout leur courage, Babe et sa maîtresse partent pour la ville.

## Fiche technique
Sauf indication contraire, les informations mentionnées dans cette section peuvent être confirmées par la base de données cinématographiques IMDb,  présente dans la section « Liens externes ».
- Titre original : Babe: Pig in the City
- Titre français : Babe, le cochon dans la ville
- Titre québécois : Babe - un cochon dans la ville
- Réalisation : George Miller
- Scénario : George Miller, Judy Morris et Mark Lamprell, d'après le personnage de Babe créé par Dick King-Smith
- Musique : Nigel Westlake
- Photographie : Andrew Lesnie
- Montage : Margaret Sixel
- Production : Bill Miller, George Miller, Doug Mitchell
- Société de production : Kennedy Miller Productions
- Société de distribution : Universal Pictures
- Pays de production :  Australie,  États-Unis
- Langue originale : anglais
- Durée : 97 minutes
- Genre : comédie dramatique
- Dates de sortie : 
  - États-Unis : 25 novembre 1998
  - Australie : 10 décembre 1998
  - France : 17 mars 1999

## Distribution
- Elizabeth Daily (VF : Barbara Delsol) : Babe (voix)
- James Cromwell (VF : Jean-Pierre Moulin) : Arthur Hoggett
- Magda Szubanski (VF : Michèle Bardollet) : Esme Cordelia Hoggett
- Mary Stein (VF : Catherine Pépin) : Miss Floom, la propriétaire de l'hôtel
- Mickey Rooney : Fugly Floom
- Simon Westaway : Le détective
- Danny Mann (VF : Vincent Violette) : Ferdinand, le canard (voix)
- Miriam Margolyes (VF : Denise Metmer) : Ficelle, la chienne (voix)
- Hugo Weaving (VF : Christian Peythieu) : Rex, le chien (voix)
- Glenne Headly (VF : Kelvine Dumour) : Zootie, la femelle chimpanzé (voix)
- Steven Wright (VF : Bruno Carna) : Bob, le mâle chimpanzé (voix)
- Nathan Kress / Myles Jeffrey (VF : Paul Nivet) : Easy, le chimpanzé frère de Bob (voix)
- James Cosmo (VF : Michel Papineschi) : Thelonius, l'orang-outan (voix)
- Stanley Ralph Ross (VF : Olivier Proust) : le pitbull / le dobermann (voix)
- Adam Goldberg (VF : Thierry Wermuth) : Flealick, le Jack Russell handicapé (voix)
- Eddie Barth (VF : Sylvain Lemarié / Olivier Marina) : Nigel, le bouledogue / Alan, le mastiff (voix)
- Russi Taylor (VF : Odile Schmitt) : le caniche rose (voix)
- Bill Capizzi (en) (VF : Jean-François Aupied) : Snoop, le beagle renifleur de l'aéroport (voix)
- Roscoe Lee Browne (VF : Jean Negroni) : le narrateur (voix)
- Jennifer Kent : Lab lady
- Naomi Watts (voix)

## Production
Christine Cavanaugh, qui a joué Babe dans le premier film, a été approchée pour reprendre son rôle, mais a refusé lorsque les négociations contractuelles ont échoué. Cavanaugh a finalement été remplacée par Elizabeth Daily. Le réalisateur du premier film à succès, Chris Noonan, n'a pas été impliqué dans le projet ; les fonctions de réalisateur ont été assumées par George Miller et Noonan n'aurait même pas été invité à la première projection australienne.
Avant la sortie en salle du film, il a été initialement classé PG par la MPAA. Les spots télévisés de la sortie en salle du film mentionnaient cette note, tout comme une affiche promotionnelle. Au moment où le film est sorti en salles, il avait été réévalué comme G en raison du fait que le film a été réédité et soumis à nouveau pour examen.
Le film se déroule dans une métropole imaginative et fantastique. L'esthétique rappelle notamment Oz. La ville possède de nombreux styles d'architecture du monde entier. Il dispose également d'une variété de voies navigables, perceptibles par l'hôtel où Babe séjourne. Le centre-ville semble être situé sur une île qui n'est pas différente de l'île de Manhattan.
Les pochettes de DVD présentent une ville similaire mais différente de San Francisco.